# Ruch Ludowo-Narodowy (klub parlamentarny)
Ruch Ludowo-Narodowy – klub parlamentarny istniejący w Sejmie V kadencji.

## Historia klubu
Klub Parlamentarny RLN został utworzony 22 września 2006 przez 15 posłów: 8 z Samoobrony RP, 5 z Narodowego Koła Parlamentarnego (poprzednio w LPR) oraz 2 posłów niezależnych (poprzednio w PiS i PO). W skład nowego klubu weszli wszyscy posłowie znajdujący się poza głównymi partiami politycznymi oprócz przedstawicieli Mniejszości Niemieckiej. Przewodniczącym Ruchu Ludowo-Narodowego został Jan Bestry. Ruch Ludowo-Narodowy był sprzeciwem wobec zerwania przez Andrzeja Leppera koalicji z Prawem i Sprawiedliwością.
RLN prowadziło rozmowy o utworzenie z PiS i LPR koalicji rządowej w okresie kiedy nie było w niej Samoobrony RP (od 22 września 2006 do 16 października 2006). 13 października 2006 szeregi klubu opuścili posłowie Zygmunt Wrzodak i Marian Daszyk. Ich miejsca zajęli następnie Piotr Cybulski (wybrany z listy PO) oraz Henryk Młynarczyk (Samoobrona RP). 1 grudnia 2006 Klub Parlamentarny RLN został rozwiązany w związku z wystąpieniem z niego 4 posłów Jana Bestrego, Haliny Molki, Bernarda Ptaka i Andrzeja Rucińskiego, którzy utworzyli koło poselskie o nazwie Ruch Ludowo-Narodowy. 18 grudnia 2006 większość posłów byłego Klubu Parlamentarnego RLN utworzyła Koło Poselskie Ruch Ludowo-Chrześcijański.

### Komitet Wyborczy Wyborców RLN
Przed wyborami samorządowymi w 2006 klub parlamentarny RLN zgłosił na poziomie gmin i powiatów własne listy kandydatów do samorządów w pięciu województwach jako Komitet Wyborczy Wyborców Ruch Ludowo-Narodowy. Pełnomocnikiem wyborczym komitetu został Jan Bestry. W wyborach do sejmików wojewódzkich, w ramach porozumienia wyborczego z PiS, kandydaci Ruchu Ludowo-Narodowego zajmowali piąte miejsca na listach Prawa i Sprawiedliwości). Spośród kandydatów RLN mandaty radnych uzyskali jedynie dwaj kandydaci: Roman Marciniuk i Wiesław Ułasiuk (obaj w radzie gminy Olszanka, w pow. łosickim, w woj. mazowieckim). Najbardziej znanym kandydatem RLN w tych wyborach był Piotr Misztal – kandydat na prezydenta Łodzi, który zajął 4. miejsce spośród 13 kandydatów, zdobywając 8952 głosy, tj. 4,04%. W II turze udzielił poparcia kandydatowi PiS Jerzemu Kropiwnickiemu, który został wybrany na drugą kadencję.

### Przewodniczący Klubu Parlamentarnego RLN
- od 22 września 2006 do 27 października 2006 – Jan Bestry
- od 27 października 2006 do 15 listopada 2006 – Józef Cepil
- od 15 listopada 2006 do 1 grudnia 2006 – Krzysztof Szyga

### Posłowie Klubu Parlamentarnego RLN w Sejmie V kadencji
poseł, przynależność na końcu kadencji
- Jan Bestry, poseł niezrzeszony
- Józef Cepil, Prawo i Sprawiedliwość
- Piotr Cybulski – od 17 października 2006, Prawo i Sprawiedliwość
- Marian Daszyk – do 17 października 2006, poseł niezrzeszony (członek Narodowego Kongresu Polskiego)
- Tadeusz Dębicki, Ruch Ludowo-Narodowy
- Ryszard Kaczyński, poseł niezrzeszony
- Bogusław Kowalski, Ruch Ludowo-Narodowy
- Gabriela Masłowska, Ruch Ludowo-Narodowy
- Piotr Misztal, poseł niezrzeszony
- Henryk Młynarczyk – od 17 października 2006, Prawo i Sprawiedliwość
- Halina Molka, Prawo i Sprawiedliwość
- Józef Pilarz, Ruch Ludowo-Narodowy
- Bernard Ptak, poseł niezrzeszony
- Andrzej Ruciński, Prawo i Sprawiedliwość
- Anna Sobecka, Ruch Ludowo-Narodowy
- Leszek Sułek
- Krzysztof Szyga, Ruch Ludowo-Narodowy
- Zygmunt Wrzodak – do 17 października 2006, poseł niezrzeszony (członek Narodowego Kongresu Polskiego)

### SenatorowieVI kadencji w Klubie Parlamentarnym RLN
senator, przynależność na końcu kadencji
- Adam Biela, Senatorski Klub Narodowy (członek Prawicy Rzeczypospolitej)
- Waldemar Kraska, Senatorski Klub Narodowy (członek Ruchu Ludowo-Narodowego)